# Carlo Luciano Alessio
Carlo Luciano Alessio, född 1918 eller 1919, död den 24 juni 2006, var en italiensk mykolog. Han var främst känd för sina studier av Boletus (s.lat.) och Inocybe.
Auktorsnamnet Alessio kan användas för Carlo Luciano Alessio i samband med ett vetenskapligt namn inom botaniken; se Wikipediaartiklar som länkar till auktorsnamnet.

## Verk
- I Boleti 1969, 303 sid.
- Il porcino : saggio sulle specie di boleti incluse in questa denominazione 1978, 70 sid.
- Inocybe 1980, illustrationer av Ernesto Rebaudengo, Iconographia Mycologica del 29, 367 sid., 100 pl.
  - Complemento allo studio del genere Inocybe 1-22, 1982-1998[2]
- Libro dei Funghi 1983, med Carlo Alberto Bauer, Ilario Filippi, Ernesto Rebaudengo och Guido Stecci, 446 sid.
- Boletus Dill. ex L. (sensu lato) 1985, Fungi Europaei del 2, 712 sid.
- Supplemento a Boletus Dill. ex L. (sensu lato) 1991, 126 sid.
- Boletus e Inocybe 1998, 40 sid.

## Eponym
Släktet Alessioporus är uppkallat efter Carlo Luciano Alessio.